# Nälden
Nälden – miejscowość (tätort) w Szwecji, w regionie administracyjnym (län) Jämtland, w gminie Krokom.
Według danych Szwedzkiego Urzędu Statystycznego liczba ludności wyniosła: 986 (31 grudnia 2015), 962 (31 grudnia 2018) i 996 (31 grudnia 2019).
Z Nälden pochodzi Erika Kinsey, szwedzka lekkoatletka, specjalizująca się w skoku wzwyż.